# Họ Bạch hoa đan
Họ Bạch hoa đan hay họ Đuôi công (danh pháp khoa học: Plumbaginaceae) là một họ trong thực vật có hoa, với sự phân bổ rộng khắp thế giới.
Phần lớn các loài trong họ này là cây thân thảo sống lâu năm, nhưng có một số ít là dạng dây leo hay cây bụi nhỏ. Các loài có hoa lưỡng tính, được thụ phấn nhờ côn trùng. Chúng được tìm thấy trong nhiều khu vực có khí hậu khác nhau, từ khu vực có khí hậu cận Bắc cực tới nhiệt đới, nhưng nói chung hay gắn liền với các thảo nguyên, đầm lầy và ven biển, trong các điều kiện đất mặn.
Họ này được phần lớn các nhà phân loại học công nhận. Hệ thống APG II (năm 2003; không thay đổi so với hệ thống APG năm 1998) cũng công nhận họ này và đặt nó vào bộ Cẩm chướng (Caryophyllales), trong nhánh thực vật hai lá mầm thật sự phần lõi. Nó bao gồm khoảng 24-27 chi với khoảng 800-836 loài.
Hệ thống Cronquist năm 1981 đặt họ này trong bộ riêng của chính nó là Plumbaginales. Hệ thống Dahlgren đã tách một số chi trong họ này làm một họ riêng gọi là Limoniaceae.

## Các chi
- Acantholimon
- Aegialitis
- Armeria: Thạch thung dung, hải thạch trúc
- Bamiania
- Bubania
- Buciniczea (đồng nghĩa: Aeoniopsis, Bukiniczia)
- Cephalorhizum
- Ceratostigma: Lam tuyết
- Chaetolimon
- Dictyolimon
- Dyerophytum (đồng nghĩa: Vogelia)
- Eremolimon
- Ghaznianthus
- Gladiolimon
- Goniolimon
- Ikonnikovia
- Limoniastrum
- Limoniopsis
- Limonium (đồng nghĩa: Afrolimon, Eremolimon, Statice): Bổ huyết thảo, trường anh, sao tím
- Muellerolimon
- Neogontscharovia
- Plumbagella
- Plumbago: Bạch hoa đan, đuôi công
- Popoviolimon
- Psylliostachys
- Vassilczenkoa

## Trồng và sử dụng
Họ này bao gồm một số các loài cây trồng trong vườn khá phổ biến để làm cây cảnh, được trồng chủ yếu vì có hoa đẹp.